# Casa de Jacinto Ruiz
La Casa de Jacinto Ruiz es un edificio modernista de la ciudad española de Melilla, situado en la calle General O'Donnell, números 14, 16 que forma parte del Ensanche Modernista y del Conjunto Histórico Artístico de la Ciudad de Melilla, un Bien de Interés Cultural.

## Historia
Fue construido en 1910, según proyecto del 23 de marzo de ese año del ingeniero militar Droctoveo Castañón para Jacinto Ruíz, con planta baja y principal en un estilo clasicista, es ampliado con otra planta sobre 1920, casi con total seguridad según diseño del ingeniero militar Emilio Alzugaray.

## Descripción
Está construido en ladrillo macizo para los muros y vigas de hierro y bovedillas de ladrillo tocho. Tiene planta baja, principal y primera.
Presenta una fachada simétrica, dividida en dos partes, ambas de bajos muy reformados, con puertas de acceso a los portales en los centros de cada parte y con balconadas en sus plantas con curiosas rejas y ventanas con molduras, contandon en la azotea do casetas, con ventanas bífora, dividida por columnas jónicas, continuando la azotea con balaustradas y un medallón en el centro de la fachada.